# Camera posteriore dell'occhio
La camera posteriore dell'occhio è una porzione del bulbo oculare.

## Disposizione e rapporti
La camera posteriore è compresa tra l'iride anteriormente e l'apparato zonulare di Zinn e il processo ciliare posteriormente. L'iride e l'apparato zonulare la separano rispettivamente dalla camera anteriore e dal corpo vitreo.

## Struttura
È uno spazio di forma anulare che trova posto attorno al cristallino, è attraversato dalle fibre della zonula ciliare e quindi è ricolmo di umor vitreo.

## Derivazione embriologica
La camera posteriore prende origine da una fessura che si forma nel mesenchima tra iride e cristallino in sviluppo. Con la scomparsa della membrana pupillare e la formazione della pupilla, le due camere possono comunicare attraverso il seno venoso della sclera (o canale di Schlemm), che rappresenta il passaggio di uscita dell'umor acqueo verso il sistema venoso.